# ريوكابادو
بلدية ريوكابادو (بالإسبانية: Riocabado) هي بلدية تقع في مقاطعة آبلة التابعة لمنطقة قشتالة وليون وسط إسبانيا.

## الديموغرافيا
بلغ عدد سكان بلدية ريوكابادو 176 نسمة عام 2011 (وفقاً للمعهد الوطني للإحصاء الإسباني).
| 212 | 206 | 203 | 188 | 185 | 194 | 176 |